# Draba microcarpa
Draba microcarpa là một loài thực vật có hoa trong họ Cải. Loài này được (Trautv.) O.E.Schulz mô tả khoa học đầu tiên năm 1927.